# 茶話会
茶話会（さわかい、旧字体：茶話會）は、大日本帝国憲法下の帝国議会貴族院における院内会派の一つ。明治から昭和初期にかけて存在していた（1893年7月22日 - 1928年2月1日：院内会派としては1894年3月1日届出）。

## 概要
1891年12月22日に貴族院議員に勅選された南郷茂光・武井守正・馬屋原彰・小原重哉らが、翌日に当時麹町公園内にあった星ヶ岡茶寮において結束して行動するための団体結成を協議したことに始まる。翌々年、南郷らは山縣有朋系官僚出身の勅選議員である平田東助や船越衛と結んで計18名の勅選議員で茶話会を発足させ、本部を内幸町の幸倶楽部に設置した。このことから「幸倶楽部」はこの会の代名詞にもなった。
南郷や平田のもとで茶話会は清浦奎吾の研究会とともに山縣有朋を支持して、超然主義を奉じた。1899年には第1次無所属とともに幸倶楽部派を旗揚げして政党側を牽制した。第2次山縣内閣期に山縣系官僚出身で平田との結びつきが強かった大浦兼武・小松原英太郎・安広伴一郎が勅選議員に任命されて茶話会に加入すると、勢力が拡大する方向に向かい、多額納税者議員や男爵議員からも加入者を得て、平田が内大臣に立った明治末期から大正初期にかけて最大で67名の議員を擁して桂園時代においては桂太郎を支え、研究会と勢力を競うまでに成長した。
だが、次第に研究会との勢力争いによって摩擦が生じるようになり、鰻香内閣騒動や研究会と立憲政友会との連携などを経て茶話会と研究会は次第に対立し、政友会の原内閣に研究会が閣僚を送ると、茶話会も超然主義を放棄して反対党である憲政会と連携する一方、研究会以外の他の貴族院の各会派と連携して研究会を包囲する動きを見せた（幸四派）。
ところが、1919年の公正会結成に伴う男爵議員の離脱と研究会の膨張によって次第に勢力を減らしていくようになる。その後、第2次護憲運動では研究会主導の清浦内閣を攻撃して護憲三派と結ぶなど活発な活動を見せた時期もあったが、1928年に侯爵議員を失って崩壊の危機にあった第2次無所属と合同して同和会を結成することとなった。